# Joe Martin (Bassist)

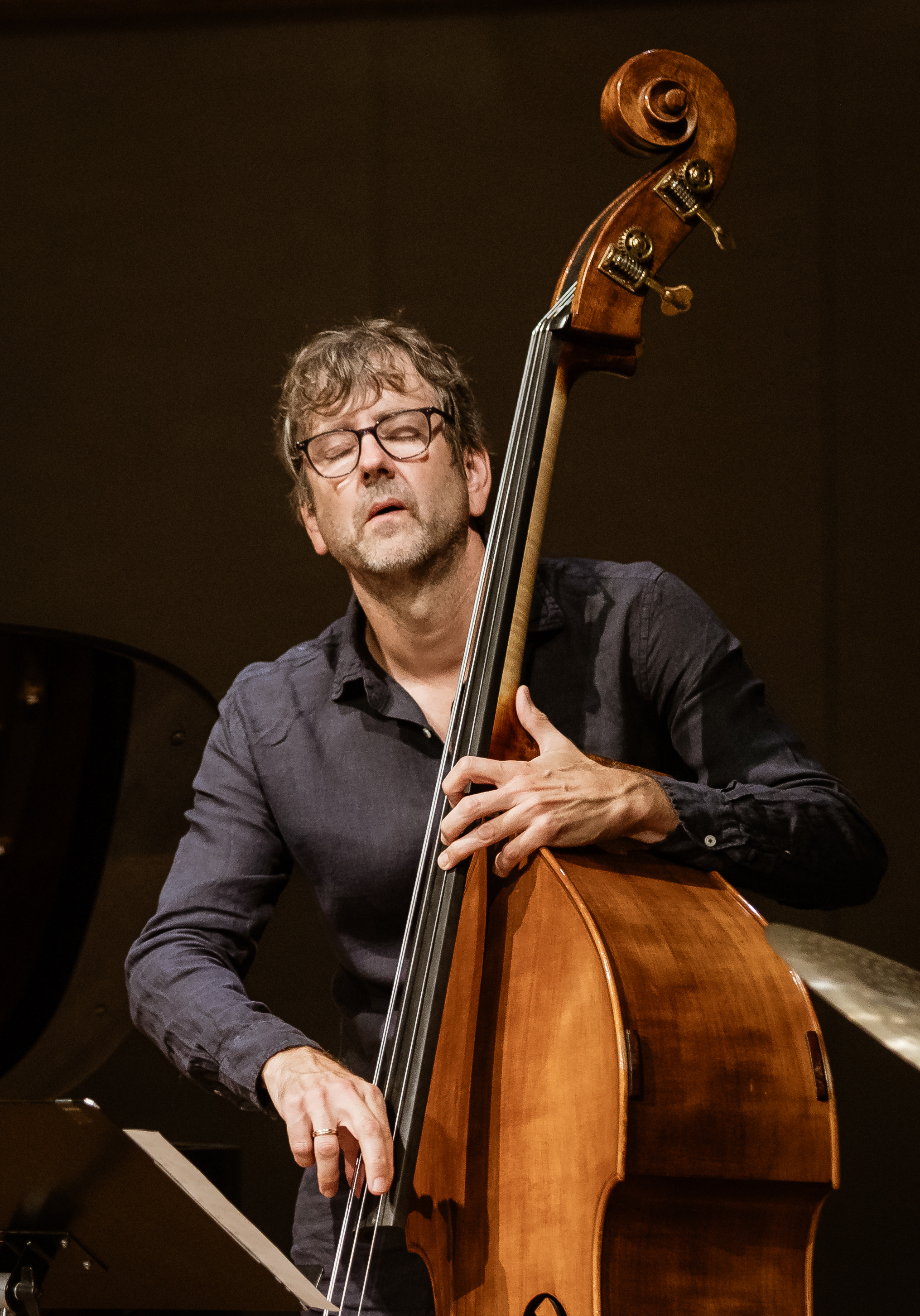
Joe Martin auf der Bühne in Universitetets Aula, Oslo 2024
Foto von Tore Sætre

Joe Martin (* 30. September 1970 in Kansas City) ist ein amerikanischer Musiker des Modern Jazz (Bass).

## Leben und Wirken
Martin, der aus einer Musikerfamilie stammt (sein Vater spielte Klarinette in der Des Moines Symphony, seine Mutter war Geigerin) und in Pella (Iowa) aufwuchs, begann mit sieben Jahren Cello zu lernen. Mit 15 Jahren wechselte er zum E-Bass, zu dem im Lauf seiner Schulzeit noch der Kontrabass kam. Er besuchte die DePaul University, wo er seine Studien bei Larry Gray sowohl im Bereich der Klassik als auch des Jazz fortsetzte. Dann wechselte er auf das William Paterson College in New Jersey, wo er von Todd Coolman, Rufus Reid und Harold Mabern unterrichtet wurde und 1994 seinen Bachelor mit Bestnote abschloss.
Danach zog Martin nach New York City, wo er sich zu einem der gesuchten Bassisten entwickelte und in der Mingus Big Band spielte. Mehrere Jahre gehörte er zur Gruppe von Kurt Rosenwinkel, mit der er auch aufnahm (The Remedy). Er leitete eigene Gruppen, mit denen er auch veröffentlichte, regelmäßig in New Yorker Jazzclubs wie dem Smalls, dem Smoke oder der Jazz Gallery spielt und auch international tourte. Weiter trat er mit Musikern wie Andy Bey, Vinicius Cantuária, Bill Charlap, Anat Cohen, Avishai Cohen, Art Farmer, Aaron Goldberg, Jon Gordon, Ari Hoenig, Joel Frahm, Larry Goldings, Gilad Hekselman, Raphaël Imbert, Ethan Iverson, Lionel Loueke, John McNeil, Brad Mehldau, Ben Monder, Jane Monheit, Jean-Michel Pilc, Chris Potter, Maria Schneider, Jaleel Shaw, Grady Tate oder Michael Weiss auf. 2014 war er mit Melissa Aldana, Jakob Bro, Kirk Knuffke, Jacob Sacks und RJ Miller zum SWR New Jazz Meeting eingeladen. Nach Tom Lord ist er an 66 Aufnahmen von Jazzalben zwischen 1992 und 2018 beteiligt. Zu hören ist er auch auf Jérôme Sabbaghs Album Pogo (2007), Mark Turners Alben Lathe of Heaven (2014) und Live at the Village Vanguard (2023), Rudy Roystons Flatbed Buggy (2018, sowie Day 2023) und Émile Parisiens Louise (2022).
Martin ist Hochschullehrer für Kontrabass an der Aaron Copland School of Music des Queens College.

## Diskographische Hinweise
- Not by Chance (Anzic Records, mit Chris Potter, Brad Mehldau, Marcus Gilmore)
- Passage (Fresh Sound New Talent, mit Mark Turner, Kevin Hays, Jorge Rossy)
- Étoilée (Sunnyside Records, 2019), mit Mark Turner, Kevin Hays, Nasheet Waits